# Little Bay Island
Little Bay Island är en ö i Kanada.   Den ligger i provinsen Newfoundland och Labrador, i den östra delen av landet, 1 600 km öster om huvudstaden Ottawa.
Runt Little Bay Island är det glesbefolkat, med 8 invånare per kvadratkilometer.